# BLACKPINK：照亮天空
《BLACKPINK：照亮天空》（英語：Blackpink: Light Up the Sky，风格化为）是由卡罗琳·徐执导的2020年纪录片，讲述了韩国女子流行音乐组合BLACKPINK从初入行到名声大噪的故事。纪录片于BLACKPINK首张正规专辑《THE ALBUM》发行两个星期后的10月14日上线，是BLACKPINK首部纪录片、Netflix首部韩国流行音乐题材原创节目。

## 梗概
影片全方位记录了BLACKPINK自2016年爆炸性出道以来的经历，中间穿插成员们的练习生生涯、日常点滴、幕后故事及专访，呈现她们为了成为韩流巨星所要面临的考验及困苦、组合首张正规专辑《THE ALBUM》的录制过程、成员Rosé即将面临的个人出道及2019年科切拉音乐节上的一鸣惊人。

## 阵容
- BLACKPINK
- 泰迪·朴，唱片制作人[5]
- Joe Rhee，唱片制作人[5]

## 制作
韩流现象已席卷全球，BLACKPINK可以说是世界上最受认可、最热门的女子组合。导演卡罗琳·徐与Jisoo、Jennie、Rosé和Lisa四人的可信赖关系，促成了许多有机且真实的时刻，让观众可以真实地了解BLACKPINK的生活，以及她们面对每首热门单曲、历史性的表演及卖座演唱会时所做的奉献和艰辛的准备。我们很高兴能为她们全世界的粉丝呈现她们的故事。——亚当·德·迪奥（Adam Del Deo），Netflix纪录片副总裁
影片由凭借Netflix系列纪录片《星厨烹饪法门》获艾美奖提名的卡罗琳·徐导演，卡拉·莫斯制片，RadicalMedia执行制作。此前，Netflix一直在跟BLACKPINK合作，打造首个韩流项目，于是就把这个计划介绍给卡罗琳。影片分两次拍摄，第一次于2019年秋季进行，第二次于2019冠状病毒病疫情全球流行前的2020年2月进行。BLACKPINK练习生生涯的画面由组合的经纪公司YG娱乐提供。卡罗琳希望影片“能够赋予BLACKPINK每个成员人性的一面，让人们把她们看作立体的人，而不是单纯的偶像”。
在影片的全球新闻发布会上，Rosé表示片名《照亮天空》是她们在录音棚录歌时起的，是歌曲《How You Like That》的歌词。

## 宣传
2020年9月8日，Netflix和BLACKPINK分别在社交媒体宣布影片的首映日期。官方预告片于10月5日在Netflix的YouTube频道及其他社交媒体帐号公布。受2019冠状病毒病疫情影响，影片的全球发布会于10月13日在首尔和纽约两地以視訊通话模式进行，首尔方面由BLACKPINK主持，纽约方面由卡罗琳·徐主持。10月14日影片发布当天，Netflix上线了BLACKPINK成员主题用户头像。

## 专业评价
《纽约时报》的娜塔莉亚·温克尔曼（Natalie Winkelman）认为影片是一部“出色的纪录片，凸显每位成员的个性”，“勾勒出她们当练习生时面临的艰辛，以及如今成为国际巨星所遭受的压力和孤独”，但批评影片没有“深入探讨YG工业化生产并商业化年幼人才的方式”。《The Ringer》的凯特·哈利威尔（Kate Halliwell）称赞影片导演“塑造了最强的韩流刻板印象，弄清楚潜藏在这个组合及四名独特女性背后的真相”。《IndieWire》的凯特·埃布兰（Kate Erbland）认为影片“充满吸引力、有趣”，“直观地介绍了”BLACKPINK及对她们成名“所付出代价的深入见解”，但没有过多着墨于韩流的另一面，缺乏对“‘练习生’生涯的深入探讨”。